# Saproksylofag
Saproksylofag – jedna z grup gatunków saproksylicznych, organizm związany z martwym drewnem (głównie owady). Saproksylofag to gatunek odżywiający się drewnem (ksylofag – drewnojad) lub odżywiający się próchnem (kariofag – próchnojad).
Saproksylofag – grupa ekologiczna wyodrębniona ze względu na sposób odżywiania się (rodzaj pokarmu) w odróżnieniu od gatunku saproksylicznego, wskazującego na siedlisko występowania (miejsce życia). Przedstawicielami saproksylofagów są np. chrząszcze: Morinus funereus i rohatyniec nosorożec.
Saproksylofagi są ważną grupą ekologiczną pierwotnej puszczy i lasu naturalnego. 